# Joint Base Anacostia-Bolling
Koordinaten: 38° 50′ 34″ N, 77° 0′ 58″ W

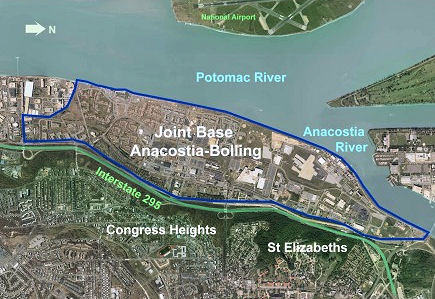
Überblickskarte: Lage der Joint Base Anacostia-Bolling

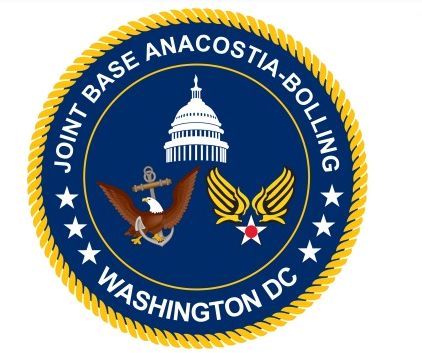
Siegel

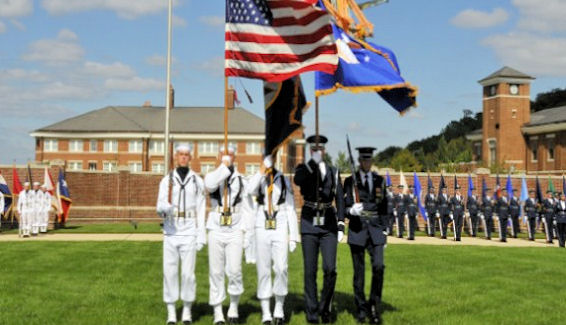
Ehrenwache der Joint Base Anacostia-Bolling (JBAB)

Die Joint Base Anacostia-Bolling ist eine 366 ha große Militäreinrichtung im südöstlichen Quadranten von Washington, D.C. Der neue gemeinsame Stützpunkt von Marine und Luftwaffe wurde zum 1. Oktober 2010 gebildet in Umsetzung der Empfehlungen der Base Realignment and Closure Commission von 2005. Das Gesetz forderte die Zusammenlegung der Naval Support Facility Anacostia (NSF) und der Bolling Air Force Base (BAFB), aneinander angrenzende, aber bis dato organisatorisch getrennte Einrichtungen. Zum Stützpunkt gehört ein Helipad (ICAO-Code: KBOF).